# Gyöngyössy Bence
Gyöngyössy Bence (Budapest, 1963. november 26. –) Balázs Béla-díjas magyar filmproducer, filmrendező, operatőr, forgatókönyvíró, színész.

## Életpályája
Szülei: Gyöngyössy Imre (1930–1994) Balázs Béla-díjas filmrendező, költő és Petényi Katalin (1941) művészettörténész, filmrendező, forgatókönyvíró és vágó. Középiskolai tanulmányait a budapesti Madách Imre Gimnáziumban kezdte el, ahová 1978-1980 között járt. 1980-ban szüleivel Münchenbe költözött, ott élt 1997-ig. Az American High School müncheni nemzetközi iskolájában, a Munich International Schoolban szerezte meg a genfi egyetem nemzetközi érettségi vizsgáját. 
1983-tól 1988-ig a a Lajos–Miksa Egyetem (Ludwig-Maximilians-Universität) kommunikáció-dráma szakos hallgatója volt. 1988–1994 között a müncheni Film- és Televíziós Főiskola (HFF) rendező szakán tanult. 1983 óta aktívan dolgozik különböző filmes és televíziós produkciókban mind az öt kontinensen. Az évek során nemcsak mint rendező és forgatókönyvíró szerzett tapasztalatot, hanem mint gyártásvezető, producer és operatőr is. 1997–2001 között az RTL Klub programigazgatója és igazgatósági tagja, 2008–2009 között a TV2 programigazgatója és igazgatósági tagja volt. Jelenleg filmíróként, filmrendezőként és producerként dolgozik Budapesten.

## Filmográfia

### Producerként
- Száműzöttek (1991)
- Halál sekély vízben (1994)
- Ámbár tanár úr (1998)[3]
- Barátok közt - tv sorozat (1998 – 2018)[4]
- Hippolyt (1999)
- Meseautó (2000)
- Hal a tortán - tv sorozat (2008)[4]
- Hitvallók és ügynökök (2009)
- Utolsó rapszódia (2011)

### Rendezőként
- Idézet (1988)
- Az utolsó Volga német zenetanár (1989)
- A feltámadás lányai (1990)
- Magány (1992)
- Romani Kris - Cigánytörvény (1997)[2]
- Egy szoknya, egy nadrág (2005)
- Egy bolond százat csinál (2006)
- Papírkutyák (2008)
- Utolsó rapszódia (2011)
- A tanyagondnok (2014)
- Janus (2015)
- A nemzet építésze (2015)
- Olasz - magyar örökség (2015)
- Cseppben az élet (2019)[5]
- A feltaláló (2020)[1]

### Operatőrként
- Kulák volt az apám (2014)[5]
- Örökség a jövőnek - Olasz-magyar kapcsolatok (2015)[5]

### Forgatókönyvíróként
- Havasi selyemfiú (1978)[3]
- Romani Kris - Cigánytörvény (1997)[2]
- Papírkutyák (2008)
- Utolsó rapszódia (2011)
- Janus (2015)
- A Balaton hullámain[5]

### Színészként
- III. Richárd (1973)

## Díjai
- May Ophüls-díj jelölés, Németország
- Arany Zenit-díj, a legjobb első nagyjátékfilmért, Montreali Nemzetközi Filmfesztivál (1997)[6]
- Academy Award (Oscar), (magyar jelölés) – Legjobb Külföldi Film kategória
- Nemzetközi Filmfesztivál, Tokió
- Alexandriai Nemzetközi Filmfesztivál – A zsűri különdíja
- Balázs Béla-díj (2019)[7]